# Aurora (álbum de Humbe)
Aurora (estilizado en mayúsculas) es el tercer álbum de estudio del cantautor mexicano Humbe. Fue lanzado internacionalmente el 11 de noviembre del 2021 a través Sony Music Entertainment México, tan solo 8 meses después de su anterior álbum Entropía (2021).

## Lista de canciones
Todas las canciones están escritas por Humbe y Emiliano Rodríguez, excepto en las que se indique:

| Aurora |                                                                         |          |  |
| N.º    | Título                                                                  | Duración |  |
| 1.     | «Dilo Cantando»                                                         | 2:53     |  |
| 2.     | «Amor de Cine»                                                          | 4:22     |  |
| 3.     | «Quítame las Alas»                                                      | 3:29     |  |
| 4.     | «Popular» (escritores: Humbe, Rodríguez y NAVI)                         | 3:35     |  |
| 5.     | «Últimamente»                                                           | 3:49     |  |
| 6.     | «Manifiesto»                                                            | 4:05     |  |
| 7.     | «Si Mañana Comienza Sin Mí»                                             | 2:05     |  |
| 8.     | «Cómo Respirar???» (escritores: Humbe, Pablo Todd y Óscar Ignacio León) | 3:41     |  |
| 9.     | «Aurora»                                                                | 5:50     |  |
| 10.    | «Yo X3»                                                                 | 3:42     |  |
| 11.    | «Por El Estrés»                                                         | 2:56     |  |
| 12.    | «Adultos»                                                               | 3:03     |  |
| 13.    | «Mi 100»                                                                | 4:36     |  |
| 48:12  |                                                                         |          |  |

## Certificaciones
| Sencillo       | Región            | Certificación | Unidades | Ref.  |
| -------------- | ----------------- | ------------- | -------- | ----- |
| «Amor de cine» | México (AMPROFON) | Oro           | 70,000   | [ 3 ] |

## Historial de lanzamiento
| Región | Fecha de lanzamiento    | Formato                     | Ref. |
| ------ | ----------------------- | --------------------------- | ---- |
| Varios | 11 de noviembre de 2021 | Streaming, descarga digital |      |